# Michel Le Scouarnec
Pour les articles homonymes, voir Scouarnec.
Michel Le Scouarnec, né le 12 juillet 1949 à Meslan (Morbihan), est un homme politique français. Membre du Parti communiste français, il est sénateur du Morbihan de 2011 à 2017.

## Biographie
Professeur des écoles, en retraite depuis 2005, il est élu conseiller municipal en 1989 puis maire d'Auray lors des élections municipales de 1995. Il est réélu au premier tour en 2001 et 2008 face à une droite divisée, qui présentait deux listes. Il démissionne en juin 2012, laissant la place à son premier adjoint, Guy Roussel.
Il est élu sénateur lors des élections sénatoriales de 2011. 
Il est vice-président de la commission des affaires économiques et membre de la délégation sénatoriale aux collectivités territoriales et à la décentralisation. En 2017, il ne souhaite pas briguer un nouveau mandat. Il dit avoir préféré la fonction de maire à celle de sénateur, gardant « l'impression de ne pas avoir été écouté par les différents ministres » auxquels il posait des questions.

## Mandats
sénateur
- 1er octobre 2011 - 1er octobre 2017 : Sénateur du Morbihan

Conseiller municipal / Maire
- 25 juin 1995 - 18 mars 2001 : maire d'Auray
- 18 mars 2001 - 16 mars 2008 : maire d'Auray
- 16 mars 2008 - 20 juin 2012: maire d'Auray